# Rhomborhina splendida
Rhomborhina splendida är en skalbaggsart som beskrevs av Moser 1913. Rhomborhina splendida ingår i släktet Rhomborhina och familjen Cetoniidae. Inga underarter finns listade i Catalogue of Life.